# Norbert Schlesinger
Norbert Schlesinger (* 6. Juni 1908 in München; † 2. März 1980 in Wien) war ein österreichischer Architekt und Designer.

## Leben
Norbert Schlesinger wurde als Sohn des nordböhmischen Baumeisters Franz Schlesinger geboren. In seiner Kindheit und Jugend wechselte er aufgrund mehrfacher Ortswechsel seines Vaters häufig die Schule. Im Jahre 1928 schrieb er sich als Student in die Akademie der bildenden Künste Wien ein, um Architekt zu werden. Seinen Abschluss erreichte er 1931 mit Auszeichnung.
Nach einer längeren Studienreise ging Schlesinger mit seinem Studienkollegen Rudolf Baumfeld eine Bürogemeinschaft ein und ließ sich als Architekt in Wien nieder. Bereits 1936 löste sich die Bürogemeinschaft, nach kleineren Aufträgen, wieder auf. Schlesinger ging danach in das nationalsozialistische Deutsche Reich, wo sich ihm im Rahmen der Aufrüstung der Wehrmacht bessere Chancen boten.
So war er 1936 bis 1938 an der Errichtung der Heinkel-Werke Oranienburg beteiligt. Von 1938 bis 1940 plante er Teile der Volkswagenstadt, das spätere Wolfsburg. Ab 1941 arbeitet er in Brünn für die Flugmotorenwerke Ostmark und errichtete dort diverse Gebäude. Auch für die Ernst Heinkel Flugzeugwerke wurde er nochmals tätig, als er in Schwechat ein Konstruktionsbüro plante.
Nach Ende des Zweiten Weltkriegs ließ er sich wieder in Wien nieder, wo er neben vielen privaten auch einige Aufträge der öffentlichen Hand ausführte. So errichtete er das Bundesgendarmeriegebäude in Amstetten, die Hauptschule in  der Grundsteingasse 48 in Wien und das Amtshaus und die Babenbergerhalle in Klosterneuburg. Auch betätigte er sich als Möbeldesigner. Erst 1950 erhielt er die österreichische Staatsbürgerschaft, nachdem er von Geburt zuerst Tscheche und später dann Deutscher war.
Von 1959 bis 1979 lehrte er an der Hochschule für angewandte Kunst Wien.